# Giant-Shimano (Frauenteam)/Saison 2014
Dieser Artikel listet den Kader und die Erfolge des Frauenradsportteams Giant-Shimano in der Saison 2014 auf.

## Erfolge
| Datum          | Rennen                                 | Kat. | Siegerin            |
| -------------- | -------------------------------------- | ---- | ------------------- |
| 4. Februar     | 1. Etappe Ladies Tour of Qatar         | 2.1  | Kirsten Wild        |
| 5. Februar     | 2. Etappe Ladies Tour of Qatar         | 2.1  | Amy Pieters         |
| 6. Februar     | 3. Etappe Ladies Tour of Qatar         | 2.1  | Kirsten Wild        |
| 7. Februar     | 4. Etappe Ladies Tour of Qatar         | 2.1  | Kirsten Wild        |
| 4.–7. Februar  | Gesamtwertung Ladies Tour of Qatar     | 2.1  | Kirsten Wild        |
| 1. März        | Omloop Het Nieuwsblad                  | 1.2  | Amy Pieters         |
| 17. März       | Novilon Eurocup                        | 1.2  | Kirsten Wild        |
| 9. April       | 1. Etappe Energiewacht Tour            | 2.2  | Kirsten Wild        |
| 10. April      | 2. Etappe Energiewacht Tour            | 2.2  | Kirsten Wild        |
| 20. April      | Ronde van Gelderland                   | 1.2  | Kirsten Wild        |
| 14. Mai        | 1. Etappe Tour of Chongming Island     | 2.1  | Kirsten Wild        |
| 15. Mai        | 2. Etappe Tour of Chongming Island     | 2.1  | Kirsten Wild        |
| 14.–16. Mai    | Gesamtwertung Tour of Chongming Island | 2.1  | Kirsten Wild        |
| 18. Mai        | Tour of Chongming Island World Cup     | CDM  | Kirsten Wild        |
| 10. August     | 1. Etappe La Route de France           | 2.1  | Claudia Lichtenberg |
| 13. August     | 4. Etappe La Route de France           | 2.1  | Kirsten Wild        |
| 15. August     | 6. Etappe La Route de France           | 2.1  | Kirsten Wild        |
| 10.–16. August | Gesamtwertung La Route de France       | 2.1  | Claudia Lichtenberg |

## Team
| Fahrerin            | Geburtsdatum       | Nationalität           |
| ------------------- | ------------------ | ---------------------- |
| Marijn de Vries     | 19. November 1978  | Niederlande            |
| Lucy Garner         | 20. September 1994 | Vereinigtes Königreich |
| Claudia Lichtenberg | 17. November 1985  | Deutschland            |
| Willeke Knol        | 10. April 1991     | Niederlande            |
| Floortje Mackaij    | 18. Oktober 1995   | Niederlande            |
| Sara Mustonen       | 8. Februar 1981    | Schweden               |
| Amy Pieters         | 1. Juni 1991       | Niederlande            |
| Maaike Polspoel     | 28. März 1989      | Belgien                |
| Julia Soek          | 12. Dezember 1990  | Niederlande            |
| Kyara Stijns        | 9. Oktober 1995    | Niederlande            |
| Kirsten Wild        | 15. Oktober 1982   | Niederlande            |